# UV Cassiopeiae
UV Cassiopeiae är en eruptiv variabel av RCB-typ (RCB) i stjärnbilden Cassiopeja.
Stjärnan har magnitud +11,8 och når i förmörkelsefasen ner till +16,5. 